# Jean-Marc Chabloz
Jean-Marc Chabloz, né le 27 mai 1967 à Montreux est un biathlète suisse. Il a pris part à quatre éditions des Jeux olympiques entre 1992 et 2002.

## Biographie
Chabloz dispute sa première saison au niveau international en 1990-1991. L'hiver suivant, il inscrit ses premiers points pour la Coupe du monde à Antholz (21e), peu avant de se rendre aux Jeux olympiques à Albertville. En 1993, il est notamment seizième du sprint aux Championnats du monde à Borovets, puis se retrouve quatrième de l'individuel à Kontiolahti, son meilleur résultat individuel dans la Coupe du monde. L'année suivante est plus difficile, mais Chabloz est présent pour ses deuxièmes Jeux olympiques à Lillehammer, où il est notamment 45e de l'individuel.
Aux Championnats du monde 1996, avec le dixième rang sur l'individuel, il signe son meilleur résultat en grand championnat.
Il continue sa carrière, obtenant trois autres top dix en individuel (dont une quatrième place en 2001) et deux sélections pour les Jeux olympiques en 1998 et 2002.
Il fait ses adieux au haut niveau en 2004 après quinze ans environ de carrière.
À la fin de la saison 2019-2020, il est nommé entraineur de l'équipe de Suède de biathlon

## Palmarès

### Jeux olympiques
| Épreuve / Édition   | Individuel | Sprint  | Poursuite                        | Relais |
| Albertville 1992    | 54e        | 77e     | Épreuve inexistante à cette date | -      |
| Lillehammer 1994    | 45e        | 60e     | Épreuve inexistante à cette date | -      |
| Nagano 1998         | 51e        | Abandon | Épreuve inexistante à cette date | 18e    |
| Salt Lake City 2002 | 61e        | 64e     | -                                | 18e    |

- - : pas de participation à l'épreuve.
- : épreuve inexistante lors de cette édition.

### Championnats du monde
| Épreuve / Édition                 | individuel                       | Sprint                           | Poursuite                        | Départ en masse                  | Relais                           | Course par équipes               |
| Mondiaux 1991 Lahti               | —                                | -                                | Épreuve inexistante à cette date | Épreuve inexistante à cette date | 16e                              | —                                |
| Mondiaux 1993 Borovets            | 59e                              | 16e                              | Épreuve inexistante à cette date | Épreuve inexistante à cette date | -                                | -                                |
| Mondiaux 1995 Antholz Anterselva  | 60e                              | 75e                              | Épreuve inexistante à cette date | Épreuve inexistante à cette date | 19e                              | 14e                              |
| Mondiaux 1996 Ruhpolding          | 10e                              | 54e                              | Épreuve inexistante à cette date | Épreuve inexistante à cette date | 18e                              | —                                |
| Mondiaux 1997 Osrblie             | 29e                              | 13e                              | 22e                              | Épreuve inexistante à cette date | 17e                              | 17e                              |
| Mondiaux 1998 Pokljuka Hochfilzen | Épreuve inexistante à cette date | Épreuve inexistante à cette date | 26e                              | Épreuve inexistante à cette date | Épreuve inexistante à cette date | 17e                              |
| Mondiaux 1999 Kontiolahti Oslo    | 32e                              | 40e                              | 39e                              | -                                | -                                | Épreuve inexistante à cette date |
| Mondiaux 2000 Oslo Lahti          | 29e                              | 55e                              | 55e                              | -                                | -                                | Épreuve inexistante à cette date |
| Mondiaux 2001 Pokljuka            | 15e                              | 56e                              | 56e                              | -                                | 17e                              | Épreuve inexistante à cette date |
| Mondiaux 2003 Khanty-Mansiysk     | 61e                              | 31e                              | 30e                              | -                                | 15e                              | Épreuve inexistante à cette date |
| Mondiaux 2004 Oberhof             | 47e                              | 42e                              | Abandon                          | -                                | 19e                              | Épreuve inexistante à cette date |

Légende :

 : épreuve inexistante à cette date

— : pas de participation à cette épreuve

### Coupe du monde
- Meilleur classement général : 32e en 1999.
- Meilleur résultat individuel : 4e.